# 서서 자는 나무
"서서 자는 나무"는 2010년에 개봉한 대한민국의 영화이다.

## 캐스팅
- 송창의 : 정구상 역
- 서지혜 : 김순영 역
- 여현수 : 강석우 역
- 주혜린 : 정슬기 역
- 반성걸 : 김영호 역
- 송선홍 : 이정준 역
- 하성철 : 권영철 역
- 주아민 : 성혜란 역
- 육미라 : 구상 모 역
- 유나미 : 강보영 역
- 한덕호 : 김우식 역